# Notocetus
Notocetus — вимерлий рід платаністуватих (Platanistoidea). Відомі зразки були знайдені в морських відкладеннях раннього міоцену з Аргентини, Італії та Перу.